# Laccaria alba
Laccaria alba är en svampart som beskrevs av Zhu L. Yang & Lan Wang 2004. Laccaria alba ingår i släktet Laccaria och familjen Hydnangiaceae.   Inga underarter finns listade i Catalogue of Life.